# Матей Козубек
Матей Козубек (чеськ. Matěj Kozubek, 11 травня 1996) — чеський плавець.
Учасник Олімпійських Ігор 2020 року, де в марафонському плаванні на дистанції 10 кілометрів посів 24-ме місце (останнє серед тих, що фінішували).